# 生命之杯
《生命之杯》（西班牙語：La copa de la vida）是一首由波多黎各裔歌手瑞奇·馬丁录制演唱的歌曲。1998年3月3日作为专辑《Vuelve》的第二首单曲发行。《生命之杯》成为在法国举办的1998年世界盃足球賽的官方主题曲，在法国和世界各地的许多国家高居音乐排行榜的首位。

## MV
MV由Wayne Isham拍摄于1998年的波多黎各，1998年4月播出。

## 排行
《生命之杯》成为瑞奇·马丁最成功的歌曲之一。在澳大利亚，法国，瑞典居排行榜第一六个星期，在德国居排行榜第一四个星期，在西班牙居排行榜第一两个星期，在瑞士和比利时瓦隆大区居排行榜第一1个星期。在挪威，奥地利和荷兰的排行均达到前十名。在美国，这首歌进入了1998年的告示牌百强单曲榜，最高排名60位。在单曲《Livin' la Vida Loca》获得成功后，这首歌又进入了1999年的告示牌百强单曲榜，最高排名45位。在英国，《生命之杯》最高排名29位。
歌曲在世界多地获得了白金和黄金认证。在法国，它已经售出了563,000份，尽管是在數位化时代之前发行，但在美国仍然售出了141,000个音乐拷贝。

## 发行目录
欧洲单曲CD
1. "La Copa de la Vida （专辑版） – 4:28
2. "La Copa de la Vida （西班牙语混音电台版） – 4:37

欧洲单曲CDmaxi
1. "The Cup of Life" – 4:28
2. "The Cup of Life" （混音 - 长版） – 8:39
3. "La Copa de la Vida （西班牙式英语电台版） – 4:37
4. "La Copa de la Vida （专辑版）– 4:28

英国单曲CDmaxi #1
1. "The Cup of Life" （英语电台版） – 4:37
2. "The Cup of Life" （西班牙式英语电台版） – 4:37
3. "The Cup of Life" （英语原版） – 4:31
4. "The Cup of Life" （扩展英语版） – 8:39
5. "The Cup of Life" （扩展西班牙式英语版） – 8:39

英国单曲CDmaxi #2
1. "The Cup of Life" （英语电台版） – 4:37
2. "The Cup of Life" （配音混合版）– 7:44
3. "María" （西班牙式英语电台版） – 4:31
4. "María" （Jason Nevins混音版） – 3:45

美国单曲CDmaxi
1. "La Copa de la Vida （专辑版）
2. "La Copa de la Vida （西班牙语混音 - 长版）
3. "La Copa de la Vida （西班牙式英语电台版）
4. "The Cup of Life"

美国单曲CDmaxi
1. "The Cup of Life" （英语电台版） – 4:37
2. "The Cup of Life" （西班牙电台版） – 4:37
3. "The Cup of Life" （西班牙式英语电台版） – 4:37
4. "The Cup of Life" （配音混合版） – 7:44
5. "María" （Jason Nevins混音版） – 3:45
6. "Maria" （西班牙式英语电台版） – 4:31

## 排行榜及认证
| 排行榜（1998年）                         | 最高 排名 |
| ---------------------------------------- | --------- |
| 澳大利亚唱片业协会榜                     | 1         |
| 奥地利单曲排行榜                         | 4         |
| 比利时法兰德斯单曲排行榜                 | 27        |
| 比利时瓦隆单曲排行榜                     | 1         |
| 荷兰单曲排行榜                           | 8         |
| 芬兰单曲排行榜                           | 11        |
| 芬兰单曲排行榜                           | 4         |
| 芬兰单曲播放排行榜                       | 9         |
| 法国单曲排行榜                           | 1         |
| 德国单曲排行榜                           | 1         |
| 日本Oricon单曲排行榜                     | 68        |
| 挪威单曲排行榜                           | 2         |
| 西班牙单曲排行榜                         | 1         |
| 瑞典单曲排行榜                           | 1         |
| 瑞士单曲排行榜                           | 1         |
| 英國單曲排行榜                           | 29        |
| 美国告示牌百强单曲榜                     | 45        |
| 美国告示牌百强单曲榜最热舞曲排行         | 4         |
| 美国告示牌百强单曲榜最热拉丁歌曲排行     | 2         |
| 美国告示牌百强单曲榜最热拉丁流行歌曲排行 | 2         |
| 美国告示牌百强单曲榜热带歌曲排行         | 3         |
| 排行榜（1999年）                         | 最高 排名 |
| 美国告示牌百强单曲榜成人流行歌曲排行     | 40        |
| 美国告示牌百强单曲榜成人流行歌曲排行     | 18        |
| 美国告示牌百强单曲榜节奏歌曲排行         | 27        |

| 排行榜（1998年）                     | 排名 |
| ------------------------------------ | ---- |
| 澳大利亚单曲排行榜                   | 1    |
| 奥地利单曲排行榜                     | 35   |
| 比利时法兰德斯单曲排行榜             | 100  |
| 比利时瓦隆单曲排行榜                 | 7    |
| 荷兰单曲排行榜                       | 67   |
| 法国单曲排行榜                       | 8    |
| 瑞典单曲排行榜                       | 5    |
| 瑞士单曲排行榜                       | 9    |
| 美国告示牌百强单曲榜最热舞曲排行     | 10   |
| 美国告示牌百强单曲榜最热拉丁歌曲排行 | 19   |
| 排行榜（1999年）                     | 排名 |
| 美国告示牌百强单曲榜最热舞曲排行     | 29   |

| 国家     | 认证 |
| -------- | ---- |
| 澳大利亚 | 白金 |
| 比利时   | 白金 |
| 法国     | 白金 |
| 德国     | 黄金 |
| 荷兰     | 黄金 |
| 挪威     | 黄金 |
| 瑞典     | 白金 |
| 瑞士     | 黄金 |